# Eurowings
Pour les articles homonymes, voir EWG.

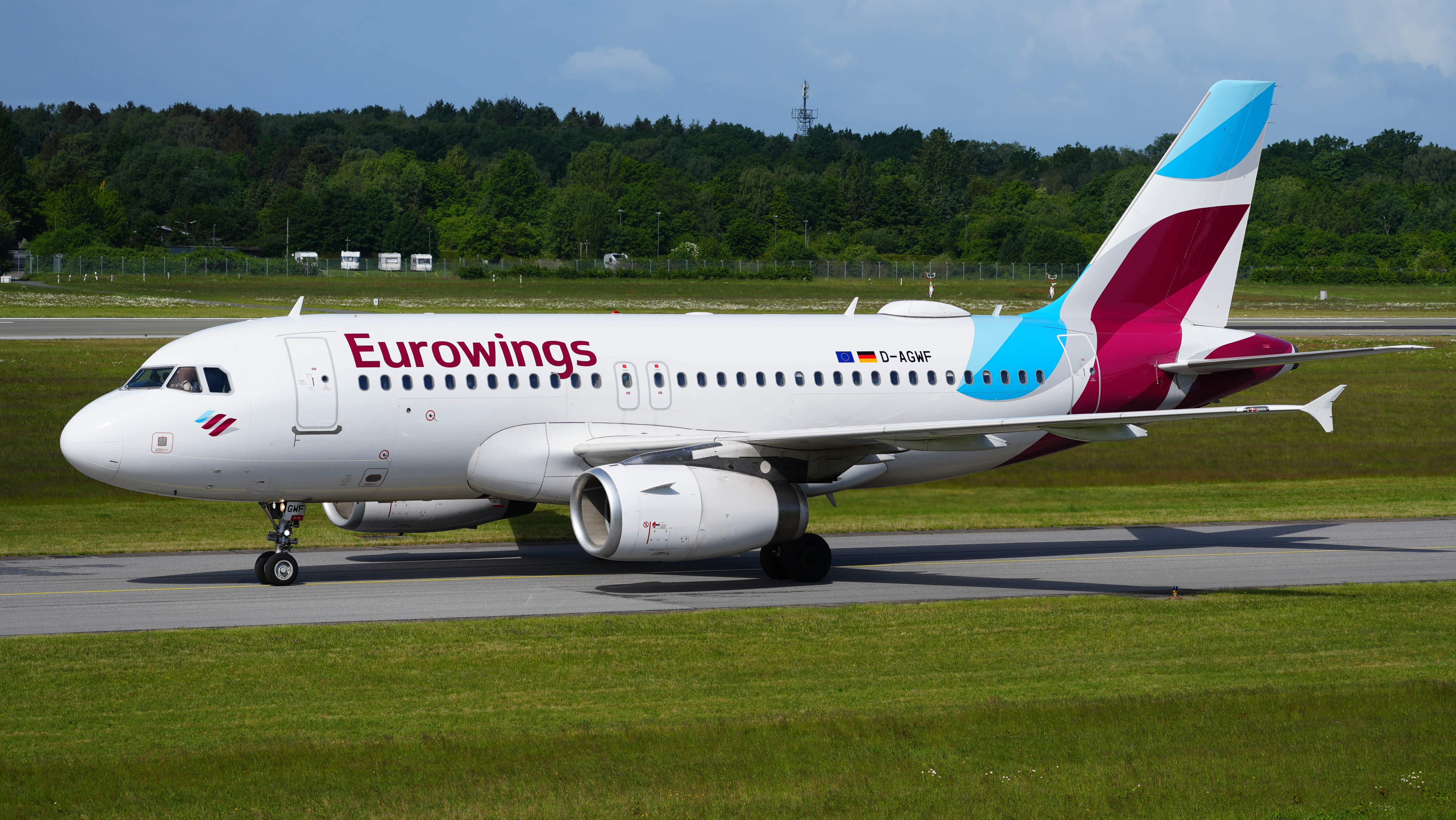
Un Airbus A319-132 d'Eurowings

Eurowings GmbH (code IATA : EW ; code OACI : EWG) est une compagnie aérienne allemande, basée à Düsseldorf. La compagnie est détenue par Lufthansa et faisait partie de Lufthansa Regional jusqu'en octobre 2014. Dès lors, elle assure des vols exclusivement pour Germanwings, compagnie à bas-prix filiale de Lufthansa.
Eurowings GmbH est la 4e plus grande compagnie régionale d'Europe par le nombre de passagers transportés. Elle a transporté 2 925 000 passagers en 2004.

## Histoire

### Fondation
La compagnie fut fondée le 1er janvier 1993 par la fusion de Nürnberger Flugdienst Luftverkehr AG (NFD) (fondée en 1975) et RFG Regionalflug (fondée en 1976), deux compagnies domestiques basées respectivement à Nuremberg et Dortmund.
Les opérations de la compagnie ont commencé avec l'utilisation d'ATR 42 et d'ATR 72 hérités des deux compagnies citées ci-dessus. Par la suite, des BAe 146 ont été ajoutés à la flotte suivis par des appareils de la famille des Airbus A320.

### Reprise parLufthansa

Ancien logo d'Eurowings

Au 1er janvier 2001, la participation de Lufthansa dans le capital de la compagnie s'élevait à 24,9 %. Cette participation a été élevée dès avril 2004 à 49 % puis Lufthansa a pris le contrôle partiel de la compagnie ce qui a permis à Eurowings de devenir partenaire au sein de Lufthansa Regional. Les liaisons régionales d'Eurowings sont dès lors commercialisées sous la marque Lufthansa et les avions portent les titres de Lufthansa Regional.
Le 11 août 2011, Eurowings est cédée à 100 % à Lufthansa. À cette époque, la future compagnie à bas-coûts de Lufthansa Germanwings était une filiale d'Eurowings AG à 100 % fondée en 1997 sous le nom d'Eurowings Flug AG et renommée le 27 octobre 2002 par "Germanwings GmbH".
Le  1er janvier 2009, Germanwings est vendue à Lufthansa.

En septembre 2010, Eurowings ferme sa base de Dortmund et migre vers l'aéroport de Düsseldorf où Eurowings opérait une majorité de ses vols depuis l'entrée au sein de Lufthansa Regional. Pour des raisons économiques, tous les Bombardier Canadair Regional Jet 200 et 700 sont retirés de la flotte.

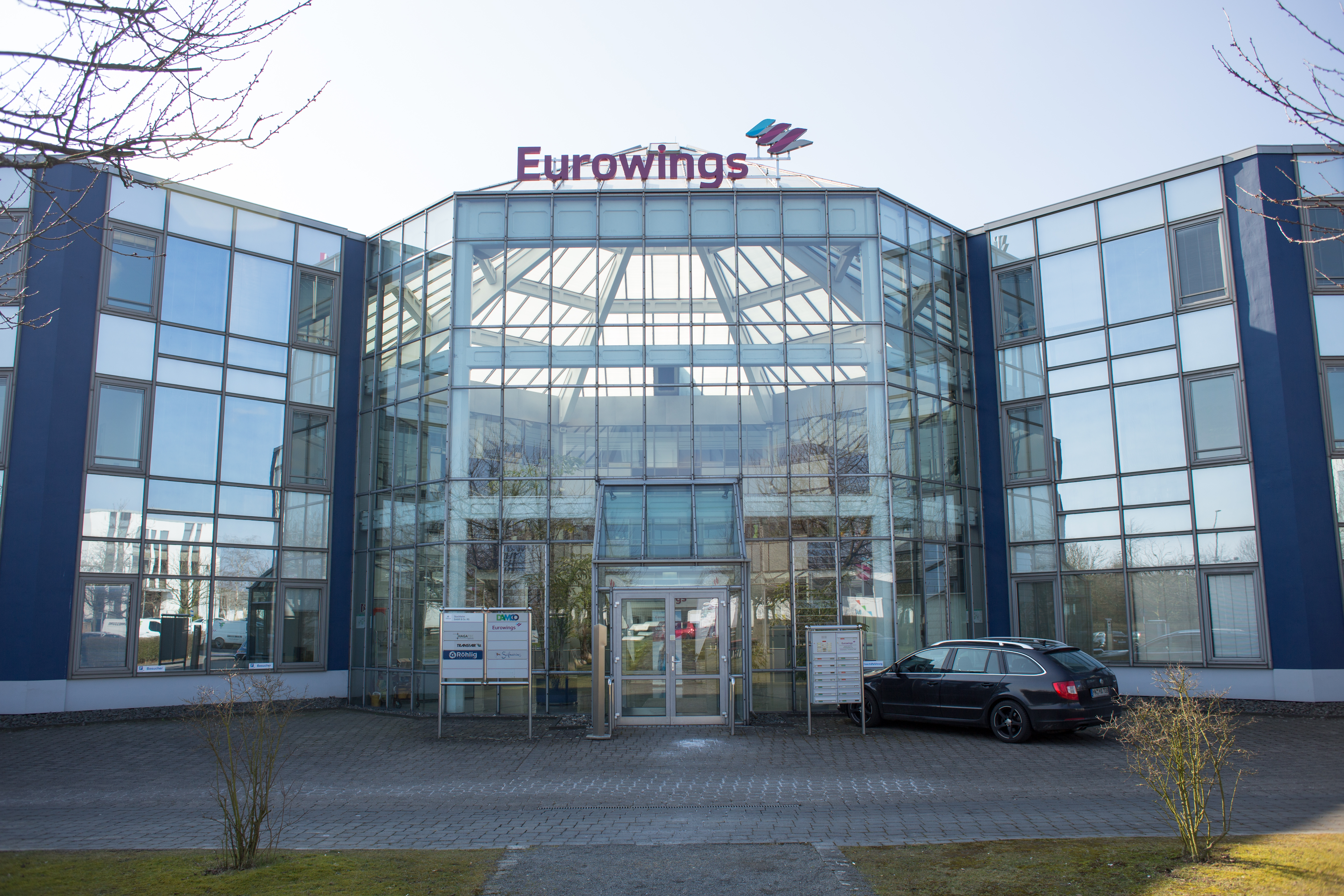
Siège d'Eurowings

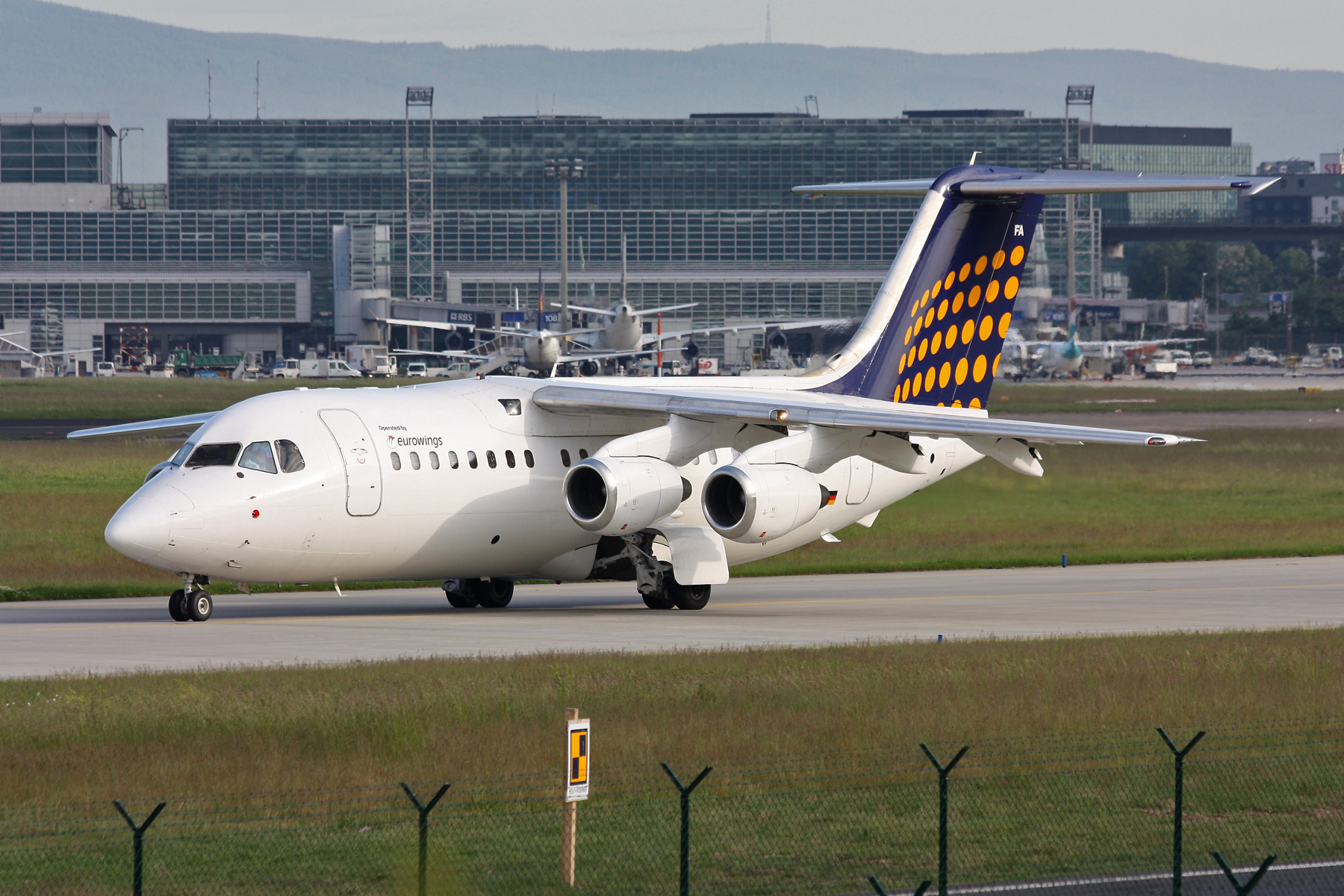
Eurowings British Aerospace BAe-146-200 D-ACFA

D'avril 2009 à juin 2011, 23 Bombardier CRJ900 Next Generation seront livrés à la compagnie et assurent des vols au nom de la maison-mère Lufthansa essentiellement au départ de Hambourg et de Düsseldorf.

### Début des opérations pourGermanwings
La nouvelle Germanwings naît en 2013 avec une nouvelle image commerciale, de nouveaux tarifs pour concurrencer les compagnies à bas-prix européennes. L'ensemble des lignes ne desservant pas les hubs de Lufthansa de Francfort-sur-le-Main et Munich sont transférées à Germanwings.
Eurowings commence en octobre 2013 à assurer des vols court-courrier pour Germanwings et les avions portent progressivement la mention en anglais "On behalf of Germanwings" (au nom de Germanwings).
En octobre 2014 cessent toutes les liaisons exploitées pour Lufthansa Regional et par conséquent les dernières lignes depuis et vers Düsseldorf sont transférées à la marque Germanwings.

### La nouvelle Eurowings
Le 3 décembre 2014, le conseil de surveillance de Lufthansa a approuvé le concept « Wings » défendu par les dirigeants de la compagnie allemande. Il prévoit de réunir, à partir de fin 2015, les opérations de Germanwings et Eurowings sous le pavillon de la « nouvelle Eurowings » qui deviendra ainsi la marque low cost unique du groupe Lufthansa.
Au printemps 2015, Eurowings doit assurer des vols directs au départ d'Allemagne, d'Autriche de Suisse, de Belgique et notamment grâce à l'ouverture d'une nouvelle base à Bâle en Suisse.
23 Airbus A320 viendront compléter la flotte d'Eurowings de 2015 à 2017 dont dix Airbus neufs équipés de sharklets commandés en 2014 et treize autres qui viendront de l'actuelle flotte de Lufthansa.
Les liaisons long courrier commercialisées sous la marque Eurowings (Dubaï, Bangkok, Phuket, Varadero, Bridgetown et Punta Cana sont cités comme premières destinations) seront en réalité exploitées par SunExpress Deutschland pour le compte d'Eurowings avec jusqu'à sept Airbus A330-220 stationnés à l'aéroport Cologne/Bonn. Ce projet est considéré comme le premier produit « long-courrier low cost » européen.
La compagnie est visée par une plainte pour pratiques commerciales trompeuses d'écoblanchiment en compagnie de 16 autres compagnies par 22 associations européennes de consommateurs en juin 2023.

## Flotte

### Flotte actuelle

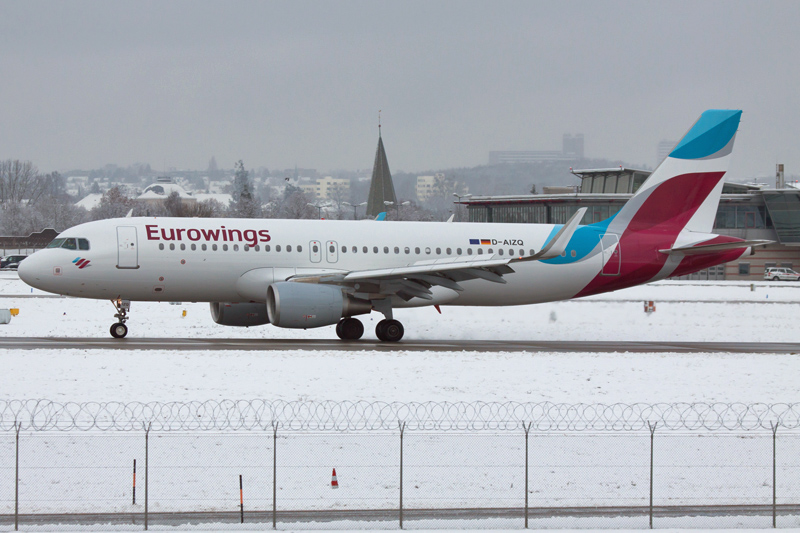
Airbus A320-200 d'Eurowings à l'aéroport de Stuttgart, en 2015.

En janvier 2025, les appareils suivants sont en service au sein des flottes d'Eurowings et Eurowings Europe,:
| Type           | En service | Commandes | Remarques                                                               |
| -------------- | ---------- | --------- | ----------------------------------------------------------------------- |
| Airbus A319    | 33         | —         | Dont 4 exploités par Eurowings Europe                                   |
| Airbus A320    | 61         | —         | Dont 19 exploités par Eurowings Europe                                  |
| Airbus A320neo | 7          | —         | Livrés entre 2022 et 2023                                               |
| Airbus A321    | 6          | —         | ex-appareils de Lufthansa                                               |
| Airbus A321neo | 5          | _         | Livrés entre 2023 et 2024                                               |
| Boeing 737-8M  | –          | 40        | Livrés à partir de 2027 jusqu'à 2032 en remplacement de l'A319 et A320. |
| Total          | 112        | 40        |                                                                         |

### Flotte historique
Depuis sa création, Eurowings a également exploité les types d'avions suivants, désormais retirés de la flotte :
| Type d'avion              | Introduit | Retiré | Remarques                                                                     |
| ------------------------- | --------- | ------ | ----------------------------------------------------------------------------- |
| Airbus A310               | 1994      | 1995   |                                                                               |
| Airbus A321               | 2019      | 2021   |                                                                               |
| Airbus A330-200           | 2015      | 2020   | Exploité par SunExpress Deutschland, certains transférés à Eurowings Discover |
| Airbus A330-300           | 2018      | 2021   |                                                                               |
| Airbus A340-300           | 2018      | 2019   | Exploité par Brussels Airlines Transféré à Lufthansa                          |
| ATR 42                    | 1994      | 2005   |                                                                               |
| ATR 72                    | 1994      | 2006   |                                                                               |
| British Aerospace BAe 146 | 1994      | 2010   |                                                                               |
| Boeing 737-300            | 2001      | 2003   |                                                                               |
| Boeing 767-300ER          | 2017      | 2018   |                                                                               |
| Boeing 767-300ER          | 2017      | 2018   | Exploité par PrivatAir                                                        |
| Bombardier CRJ100         | 2001      | 2004   |                                                                               |
| Bombardier CRJ200         | 2001      | 2011   |                                                                               |
| Bombardier CRJ200         | 2001      | 2011   | Transféré à Yamal Airlines                                                    |
| Bombardier CRJ700         | 2007      | 2011   | Transféré à Lufthansa CityLine                                                |
| Bombardier CRJ900         | 2009      | 2017   | Transféré à Lufthansa CityLine                                                |
| Bombardier Q400           | 2018      | 2020   | Exploité par German Airways                                                   |
| Dornier 328               | 1997      | 1998   |                                                                               |

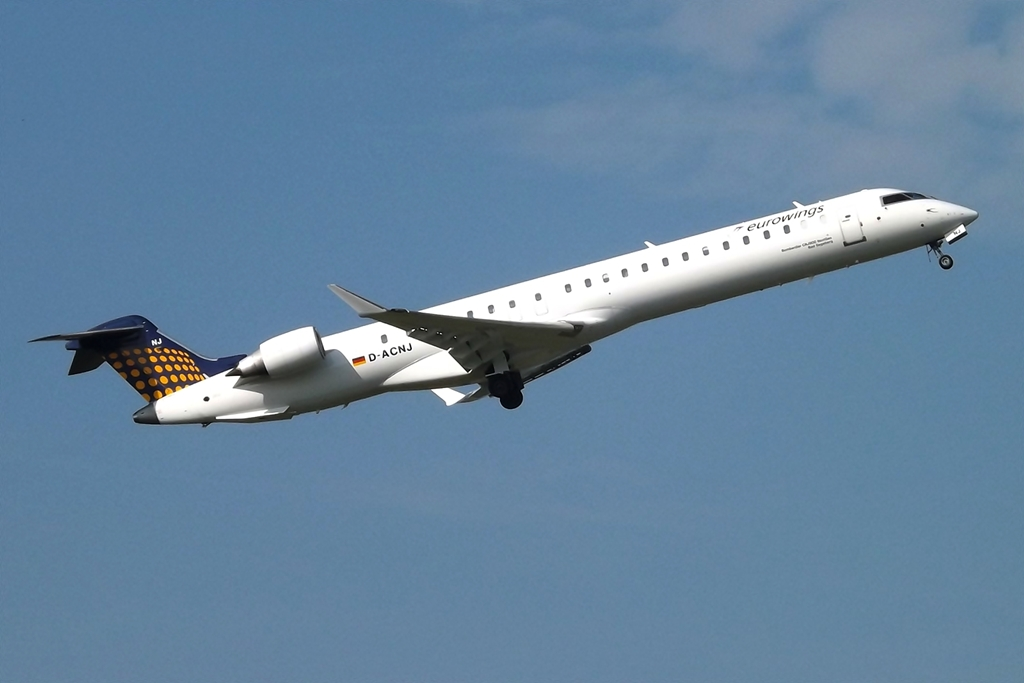
Un ancien CRJ-900 d'Eurowings opérant pour le compte de Lufthansa Regional, aujourd'hui transféré à Lufthansa CityLine
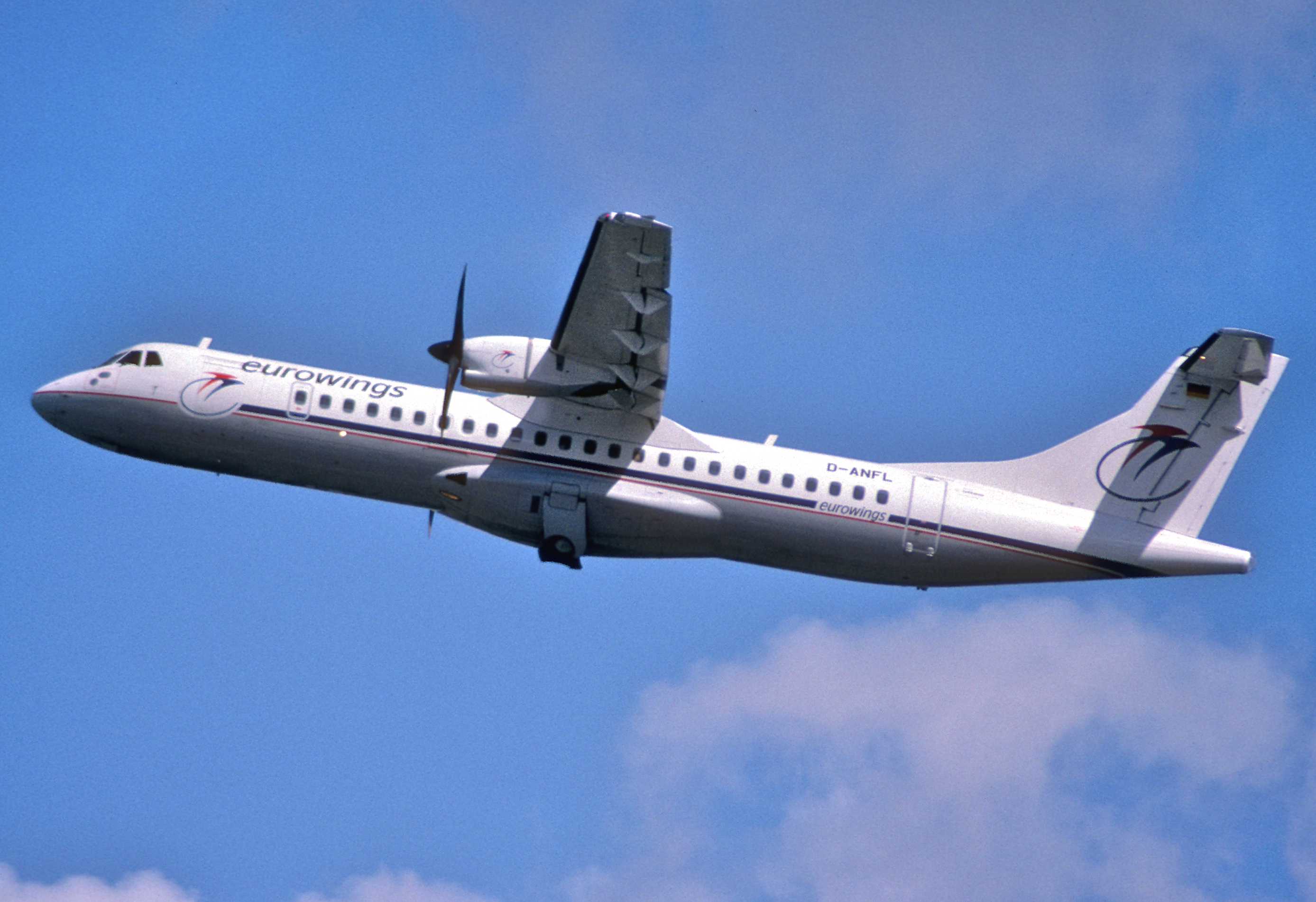
Un ancien ATR 72-500 d'Eurowings photographié en 2004 à Berlin
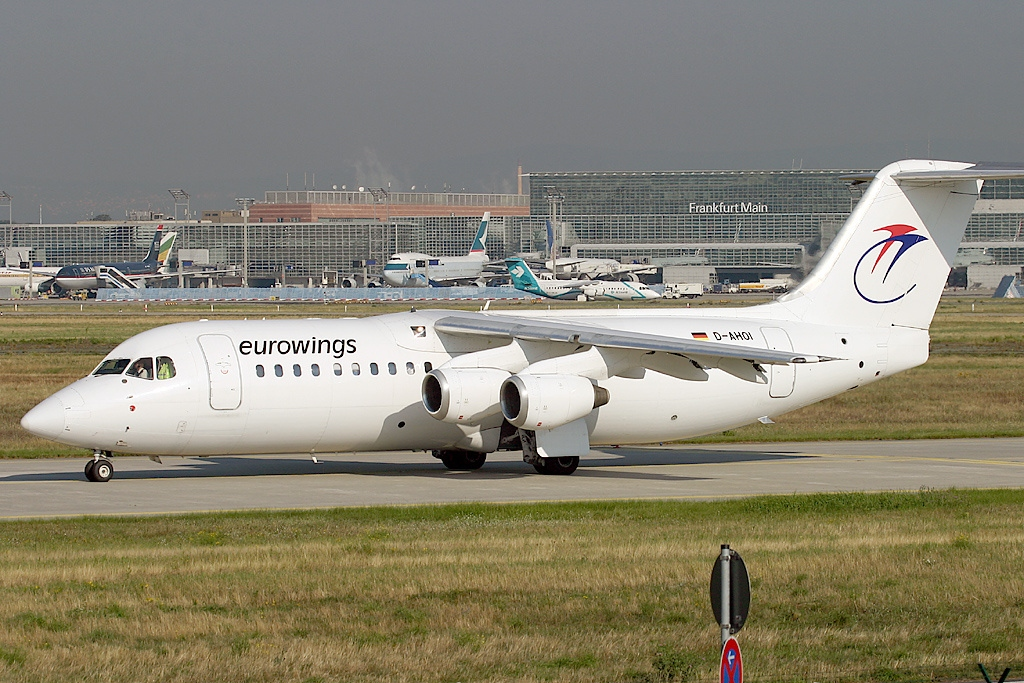
Un ancien BAe 146 d'Eurowings
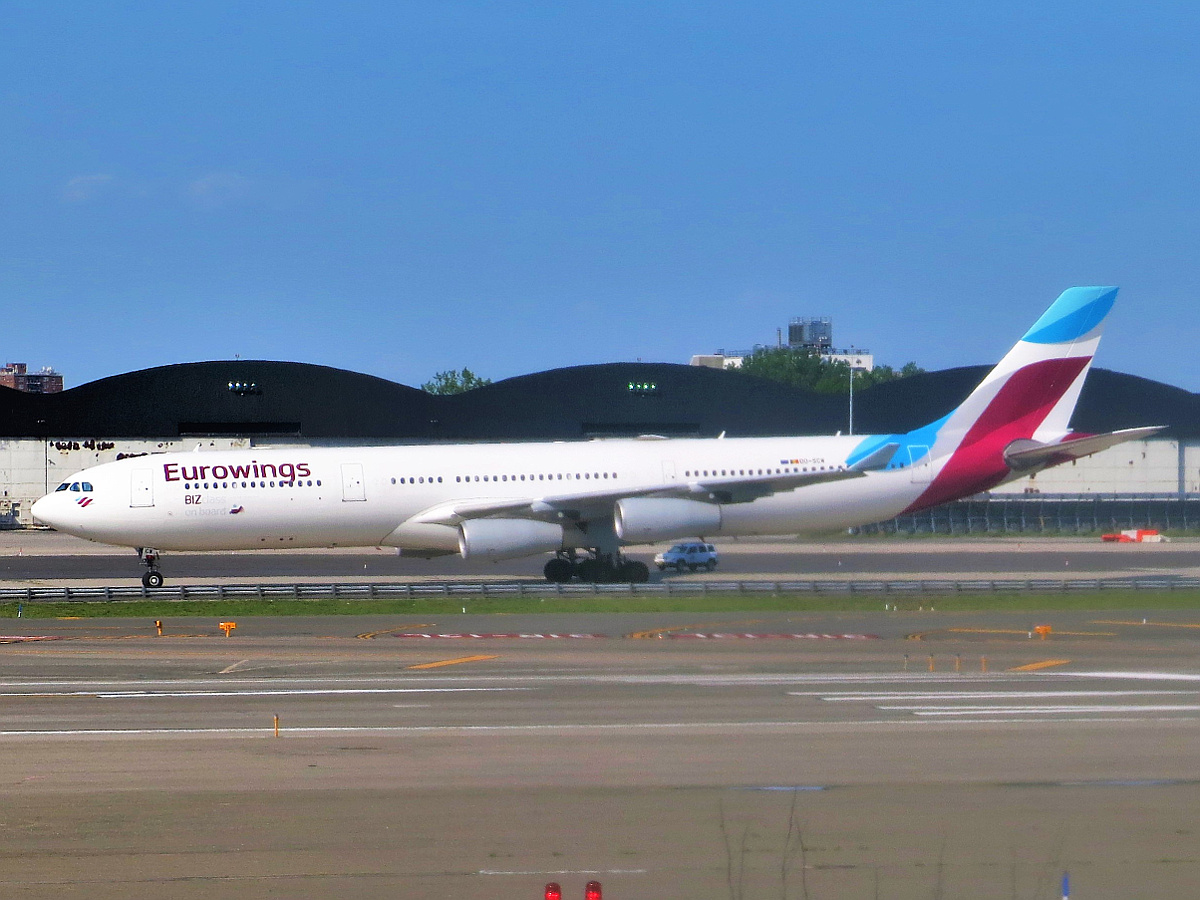
Airbus A340-300 exploité par Brussels Airlines

### Livrées spéciales

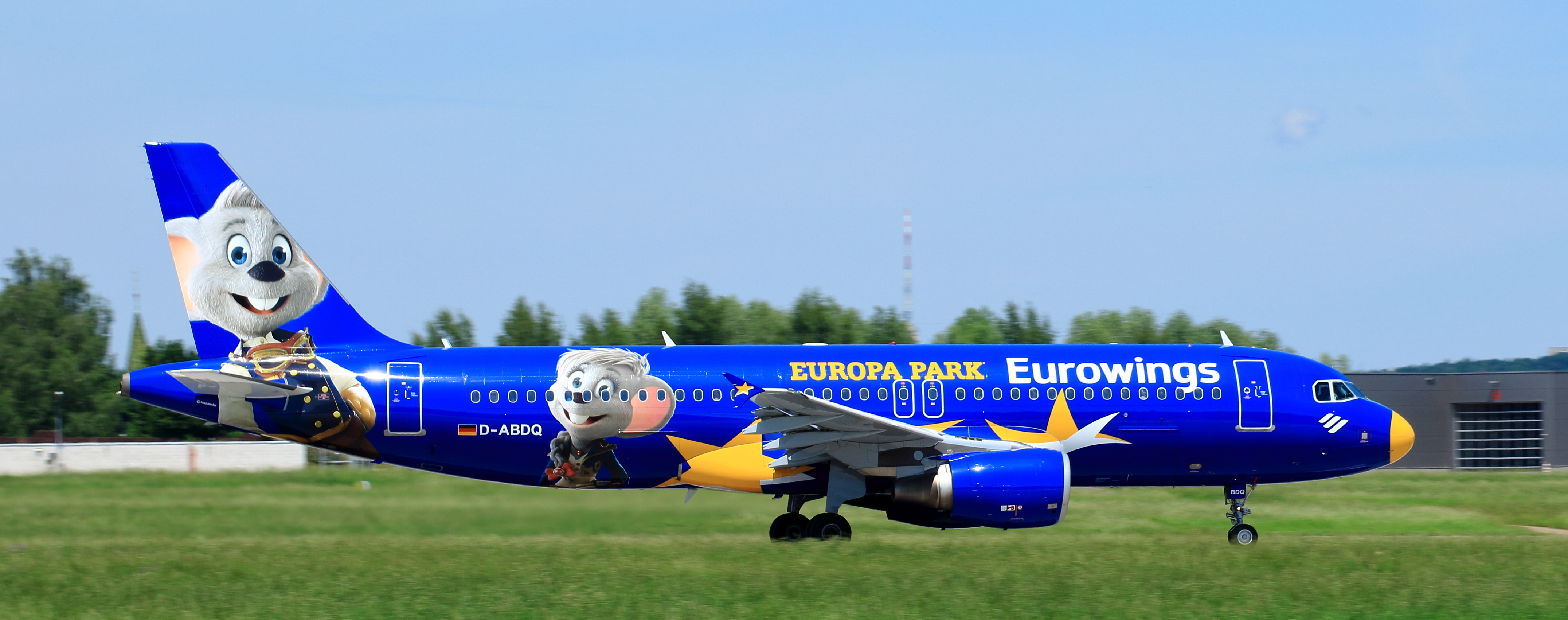
Ancienne livrée spéciale de la compagnie "Europa Park"
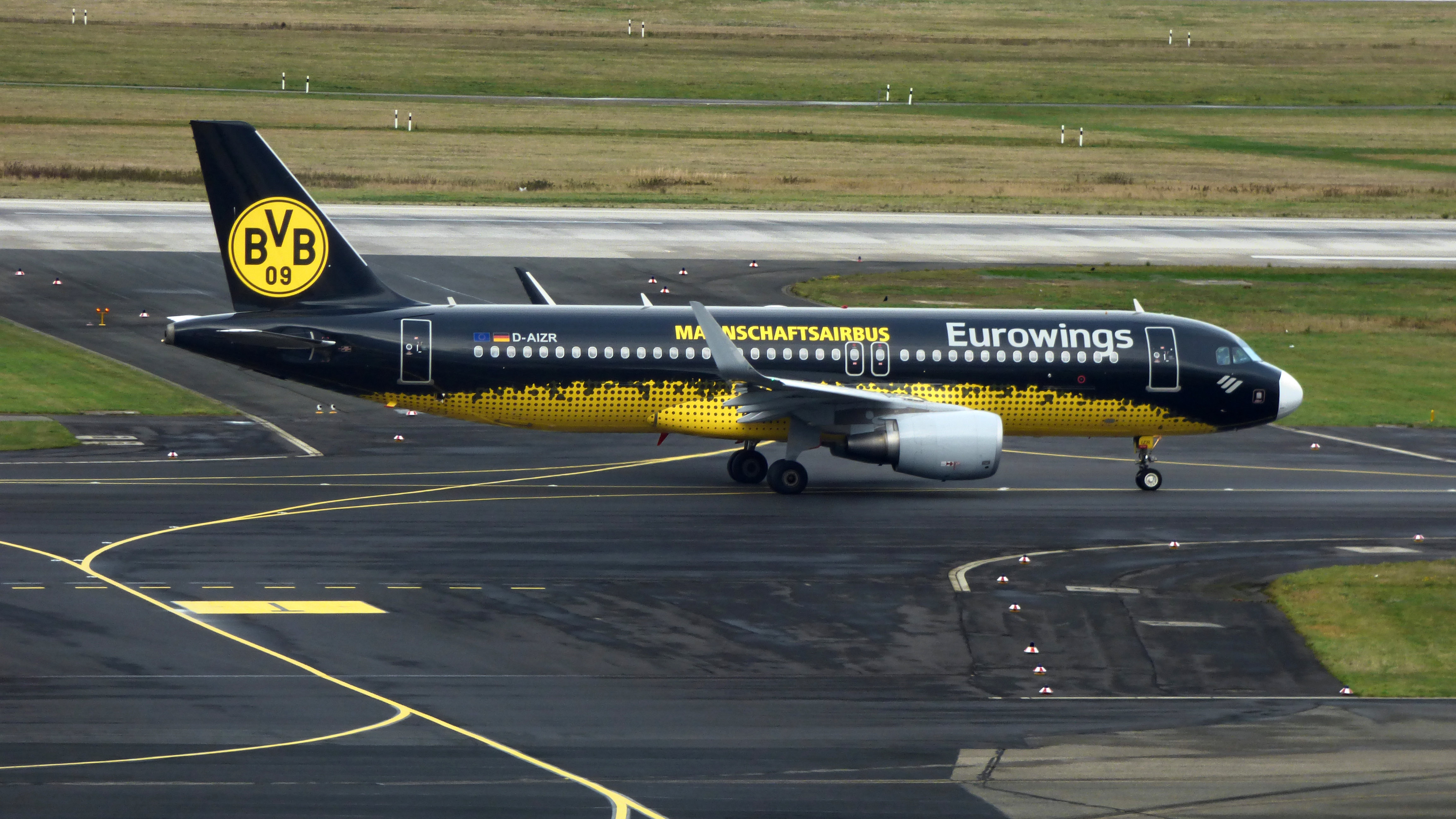
Un Airbus A320 peint aux couleurs du club de football du Borussia Dortmund, évoluant en Bundesliga (1ère division allemande)